# کمیته المپیک مراکش
کمیته المپیک مراکش (عربی: اللجنة الأولمبية الوطنية المغربية) یک سازمان ورزشی است که نماینده کشور مراکش در کمیته بین‌المللی المپیک می‌باشد.
این سازمان که در سال ۱۹۵۹ تأسیس شده مسئول آماده‌سازی و اعزام ورزشکاران به بازی‌های المپیک، بازی‌های المپیک جوانان و بازی‌های آفریقایی است.